# John Rutherford Gordon
John Rutherford Gordon, avstralski častnik, vojaški pilot in letalski as, * 18. junij 1895, Gilberton, Južna Avstralija, † 11. december 1978. 	
Nadporočnik Gordon je v svoji vojaški karieri dosegel 15 zračnih zmag.

## Odlikovanja
- Military Cross (MC)